# Mane (Alpes de Alta Provenza)
 Mane  (en occitano Mana) es una población y comuna francesa, situada en la región de Provenza-Alpes-Costa Azul, departamento de Alpes de Alta Provenza, en el distrito de Forcalquier y cantón de Forcalquier.

## Demografía
| 703 | 852 | 834 | 943 | 1135 | 1169 |
| Para los censos de 1962 a 1999 la población legal corresponde a la población sin duplicidades (Fuente: INSEE [Consultar]) |     |     |     |      |      |